# Panhard & Levassor Type X62
Der Panhard & Levassor Type X62 ist ein Pkw-Prototyp von 1928. Hersteller war Panhard & Levassor in Frankreich.

## Beschreibung
Die Fahrzeuge haben einen ventillosen Schiebermotor nach einer Lizenz von Charles Yale Knight. Der Motorcode lautete vermutlich „SK4E4“. Darin steht das „K“ für Knight und die „4“ für die Anzahl der Zylinder.
Der Vierzylinder-Reihenmotor ist mit 3564 cm³ Hubraum angegeben. Rechnerisch ergeben 90 mm Bohrung und 140 mm Hub 3563 cm³ Hubraum. Er wurde auch 20 CV genannt.
Das einzige Fahrzeug wurde im Februar 1928 hergestellt.